# 데스트루도
데스트루도는 이탈리아 정신분석학자 에도알도 바이스가 1935년에 죽음 충동의 에너지를 나타내기 위해 제시한 개념이다. 리비도를 통한 유비법을 통해 풀어나가며, 프로이트 정신학의 파괴적 자극의 에너지에 대해 다룬다.

## 공격성
데스트루도는 에로스(혹은 "생명")으로부터 발원되는 에너지로써 창조를 갈망하는 욕구인 리비도와 서로 상반된 개념으로써 타나토스(혹은 "죽음")로부터 생겨나 무언가를 파괴하기를 갈망하는 욕구이자 지그문트 프로이트가 "파괴 그 자체가 목적인, 공격적인 본능"이라고 언급한 것의 한 측면이다.
바이스는 공격성/데스트루도를 리비도가 타자가 아닌 자신을 향해 집중되는 것을 설명하는 이차적 자기애와 연관지었다.

## 학술적 명명법
프로이트 본인이 죽음 충동이라는 공격적이고 파괴적인 에너지에 이름을 붙이지 않았기에(그가 삶의 충동을 "리비도" 리비도라는 이름을 붙인 것과는 달리), 그 다음 세대의 정신분석학자들이 이것에 어울리는 단어를 붙이고자 했다. 폴 페더른은 이 새로운 에너지원에 몰티도라는 용어를 사용하였고, 대체적으로 다른 분석학 저자들 또한 이를 따라하였다. 하지만 그의 제자이자 동업자인 바이스는, 데스트루도를 사용하였고, 찰스 베레너에게 채택된 것은 그가 정한 용어였다.

## 문화적 적용
문학 비평은 정신분석학보다 더 자주 용어 '데스트루도'를 은유적으로 사용한다. 조셉 캠벨은 예술성을 "근친상간의 '리비도' 와 부친 살해의 '데스트루도'"라고 보았다. 데스트루도와 리비도 간의 갈등은 21세기에서 여전히 꽤 널리 퍼진 주제이다.
데스트루도는 록 음악이나 비디오 게임들에서는 친숙한 이름이다.

## 연관 문서
- 공격성